# Simon Kasper
Simon Kasper (* 5. Dezember 1981 in Alsfeld) ist ein deutscher Germanist.

## Leben
Nach seinem Abitur im Jahr 2001 an der Albert-Schweitzer-Schule Alsfeld absolvierte er eine Ausbildung zum Bäcker, die er als Bäckergeselle abschloss. An der Philipps-Universität Marburg studierte er von 2004 bis 2008 Deutsche Sprache und Literatur, Philosophie und Neuere Geschichte und beendete das Studium als Magister Artium. In seiner Magisterarbeit A comparison of 'thematic role' theories verglich er die bis dahin prominentesten Theorien semantischer Rollen. Von 2008 bis 2022 war er Wissenschaftlicher Mitarbeiter am Forschungszentrum Deutscher Sprachatlas in Marburg. In dieser Zeit war er unter anderem an der Digitalisierung des Sprachatlas des Deutschen Reichs von Georg Wenker, der Erforschung der Syntax der hessischen Dialekte, dem LOEWE-Schwerpunkt Fundierung linguistischer Basiskategorien und an der Erhebung und Analyse der modernen Regionalsprachen des Deutschen beteiligt.
2013 wurde er an der Philipps-Universität mit der Arbeit Grounding the linking competence in culture and nature. How action and perception shape the syntax-semantics relationship (veröffentlicht als Instruction Grammar) zum kognitiven Zusammenhang von Satzstrukturen und Bedeutungsstrukturen zum Dr. phil. promoviert. 2020 erwarb er mit der Habilitationsschrift Mehrdeutigkeit und Verstehen. Eine historische Korpusstudie in anthropologischer Absicht (veröffentlicht als Der Mensch und seine Grammatik) die Venia Legendi für Germanistische Sprachwissenschaft. Seit 2022 ist er Professor für Germanistische Sprachwissenschaft an der Heinrich-Heine-Universität Düsseldorf.
Seine Forschungsschwerpunkte sind die Sprach- und Grammatiktheorie, die regionale Variation des Deutschen, Sprachwandel sowie die Wissenschaftstheorie der Sprachwissenschaften.

## Schriften (Auswahl)

### Monografien
- A comparison of 'thematic role' theories. Univ. Marburg Magisterarbeit. Marburg 2008. doi:10.13140/2.1.1540.4805.
- Instruction Grammar. From perception via grammar to action. Berlin/Boston 2015. (Überarbeitete Fassung der Dissertation.)  ISBN 9783110438970 [Print];  ISBN 9783110430158 [E-Book].
- Der Mensch und seine Grammatik. Eine historische Korpusstudie in anthropologischer Absicht. (Zugl. Univ. Marburg Habil.) Tübingen 2020. ISBN 9783823384298 [Print]; ISBN 9783823394297 [E-Book].

### Beiträge zu Zeitschriften und Sammelbänden
- mit Jürg Fleischer und Alexandra N. Lenz: Die Erhebung syntaktischer Phänomene durch die indirekte Methode: Ergebnisse und Erfahrungen aus dem Forschungsprojekt "Syntax hessischer Dialekte" (SyHD). In: Zeitschrift für Dialektologie und Linguistik. Band 79, Heft 1, S. 2–42. doi:10.25162/zdl-2012-00022.
- Herleitung einer Instruktionsgrammatik. In: Zeitschrift für Germanistische Linguistik. Band 42, Heft 2, 2014, S. 253–306. doi:10.1515/zgl-2014-0020.
- Animal symbolis interveniens. Ein Versuch zur Anknüpfung an die philosophisch-anthropologische Sprachtheorie Arnold Gehlens. In: Internationales Jahrbuch für philosophische Anthropologie. Band 11. Heft 1, 2021 [erschienen 2023], S. 43–71. doi:10.1515/jbpa-2021-0004.
- mit Christoph Purschke: Kennen, Können, Wissen. Zur Konstruktion von Expertise. In: T. Hoffmeister, M. Hundt & S. Naths (Hrsg.): Laien, Wissen, Sprache. Konzepte, Anwendungsfelder und Perspektiven der Folk Linguistics im deutschsprachigen Raum. Berlin, 2021, S. 125–156. doi:10.1515/9783110731958-006. ISBN 9783110737219 [Print]; ISBN 9783110731958 [E-Book].
- Sprachideologien in der öffentlichen Debatte um geschlechtergerechte Sprache. In: Studia Germanica Gedanensia. Band 47, 2022, S. 24‒39. doi:10.26881/sgg.2022.47.02.
- mit Christoph Purschke: Whatever happened to the Scene Encoding Hypothesis? Salience and pertinence as the missing links between the Usage-based Model and Scene Encoding. In: Constructions. Band 15. Heft 1, 2023, S. 1–22. doi:10.24338/cons-610.
- Diatheses in Germanic. In: Oxford Research Encyclopedia of Linguistics. Oxford 2023. URL: https://oxfordre.com/linguistics/display/10.1093/acrefore/9780199384655.001.0001/acrefore-9780199384655-e-979 [letzter Zugriff: 14. April 2024] doi:10.1093/acrefore/9780199384655.013.979.
- mit Jeffrey Pheiff: Die Dynamik der (Morpho-)Syntax des Deutschen in der "Vertikale": Perfektexpansion und Abfolge pronominaler Objekte. In: H. Fischer & S. Rabanus (Hrsg.): Morphologische und syntaktische Variation in den deutschen Regionalsprachen: Impulse für die Erforschung der sprachlichen Vertikale. Hildesheim u. a. 2023, S. 19–74. doi:10.5771/9783487423425-19. ISBN 9783487163369 [Print]; ISBN 9783487423425 [E-Book].